# 西神南駅
西神南駅（せいしんみなみえき）は、兵庫県神戸市西区井吹台東町一丁目にある神戸市営地下鉄西神・山手線の駅。駅番号はS16。駅イメージテーマは「虹」。

## 歴史
1987年に西神・山手線が学園都市駅から西神中央駅まで延伸開業したが、当駅は開業せずにホームの基礎のみが準備されていた。
その後近隣の「西神南ニュータウン」が1993年（平成5年）3月25日に街びらきするのに伴い、同月20日に開業。

### 年表
- 1993年（平成5年）
  - 3月20日：当駅の営業を開始する[2]。また、同日に3000形が就役する。
- 1995年（平成7年）
  - 1月17日：阪神・淡路大震災で被災し不通となる。
  - 1月18日：営業を再開する。
- 1999年（平成11年）8月6日：ダイヤ改定にともない、主に夜間時間帯の列車本数が増加する。
- 2006年（平成18年）12月1日：ダイヤ改定にともない、終発列車の時刻が大幅に繰り下げられたほか、朝6時台の谷上・新神戸方面行きの列車本数が増加する。
- 2022年（令和4年）6月10日：各駅ホームドア設置に伴い停車時間等調整のためわずかながらダイヤ改正が行われた。
- 2023年（令和5年）8月18日：車庫機能再編に伴い、谷上車庫の一時運用休止によるダイヤ改正が行われる。

## 駅構造

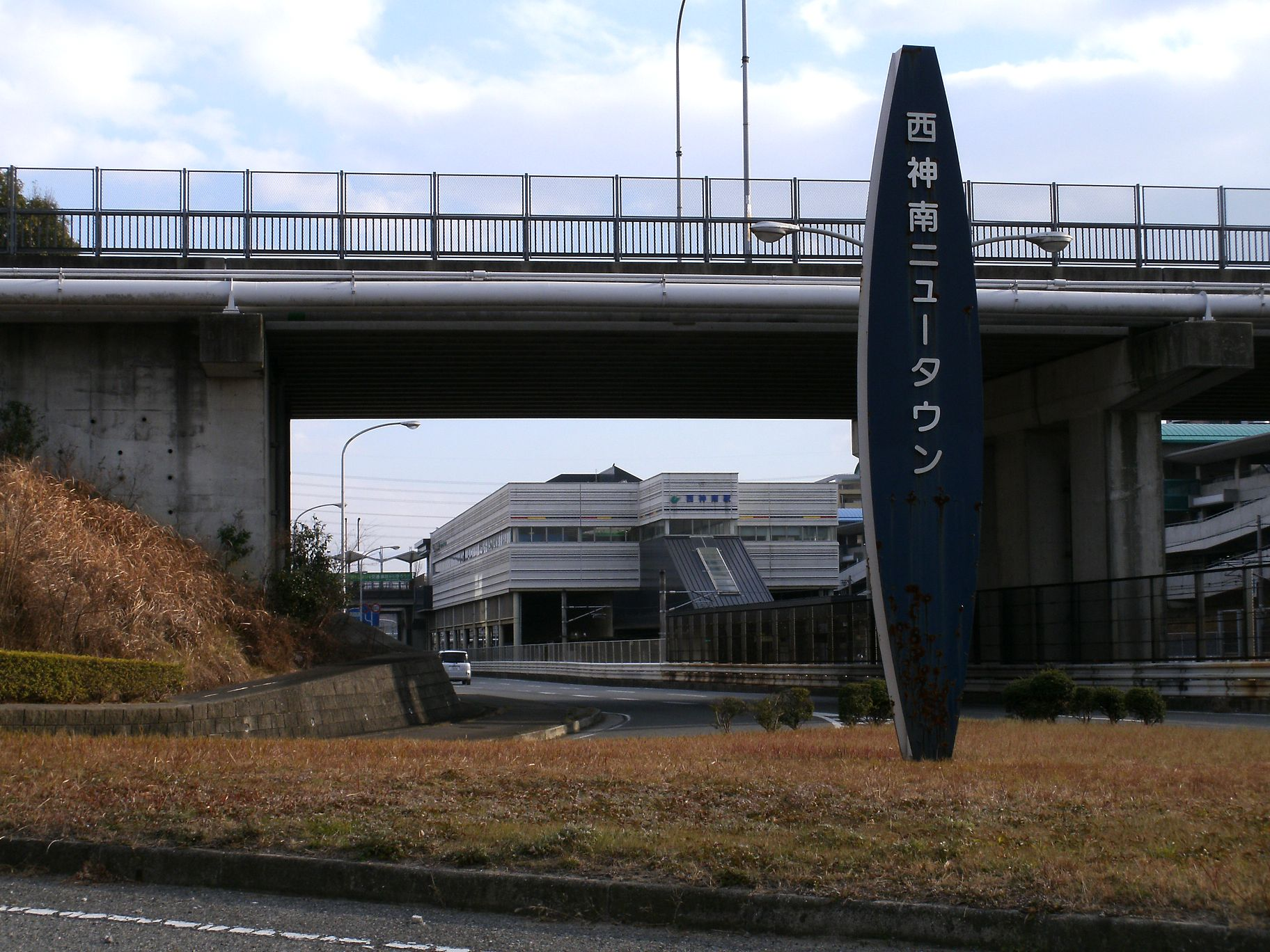
北西寄りの歩道から駅舎を南東望

地上2階にコンコース、改札があり、地上1階にプラットホームがある橋上駅である。
地上1階のプラットホームは掘割にあり島式ホームの1面2線である。なお、線路面の海抜は約90mである。1番線は2022年9月8日から、2番線は2022年9月22日からホームドアが稼働している。

### のりば
| 番線 | 路線         | 行先                    |
| ---- | ------------ | ----------------------- |
| 1    | 西神・山手線 | ■三宮・新神戸・谷上方面 |
| 2    | 西神・山手線 | □西神中央方面           |

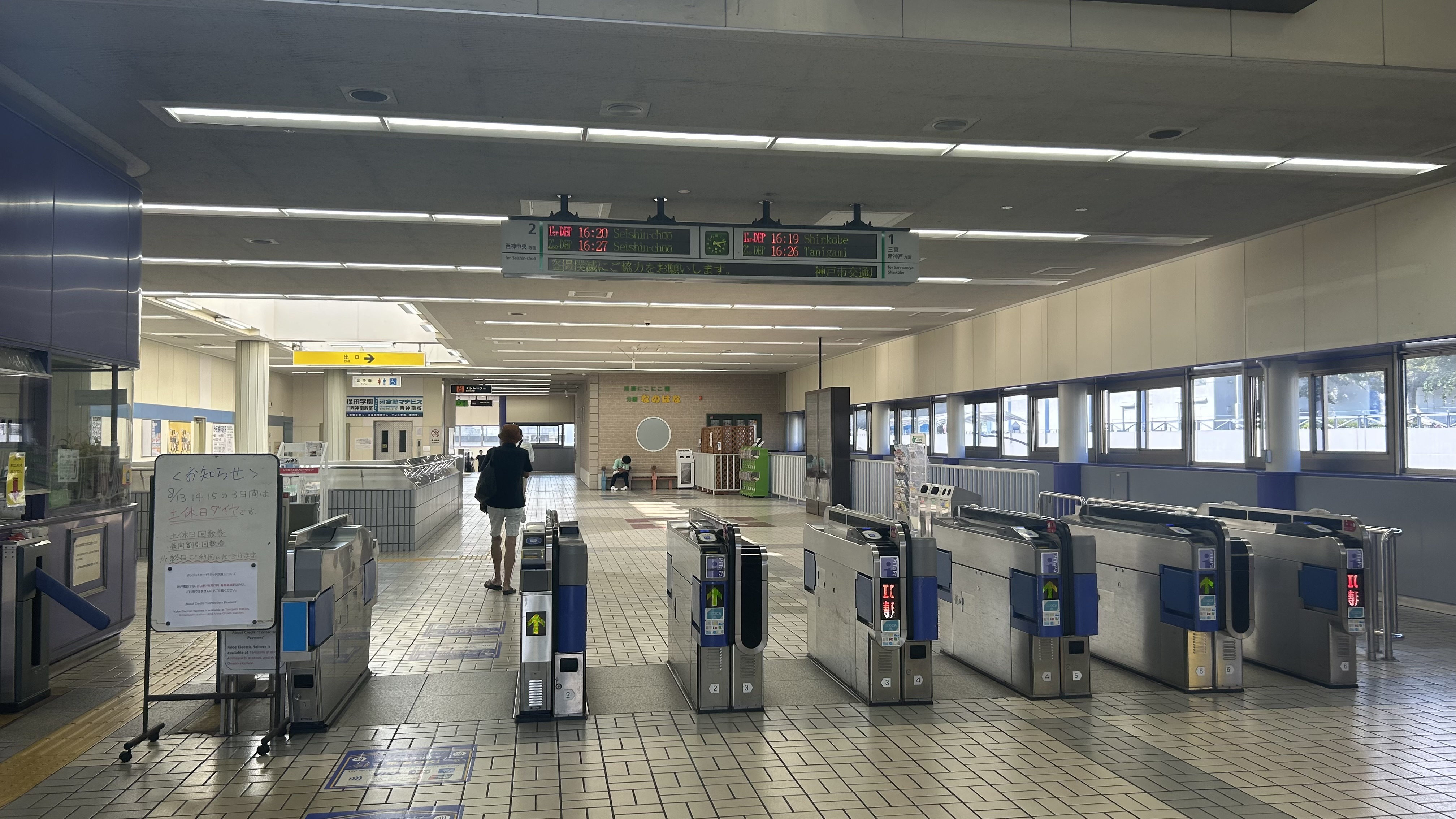
改札口
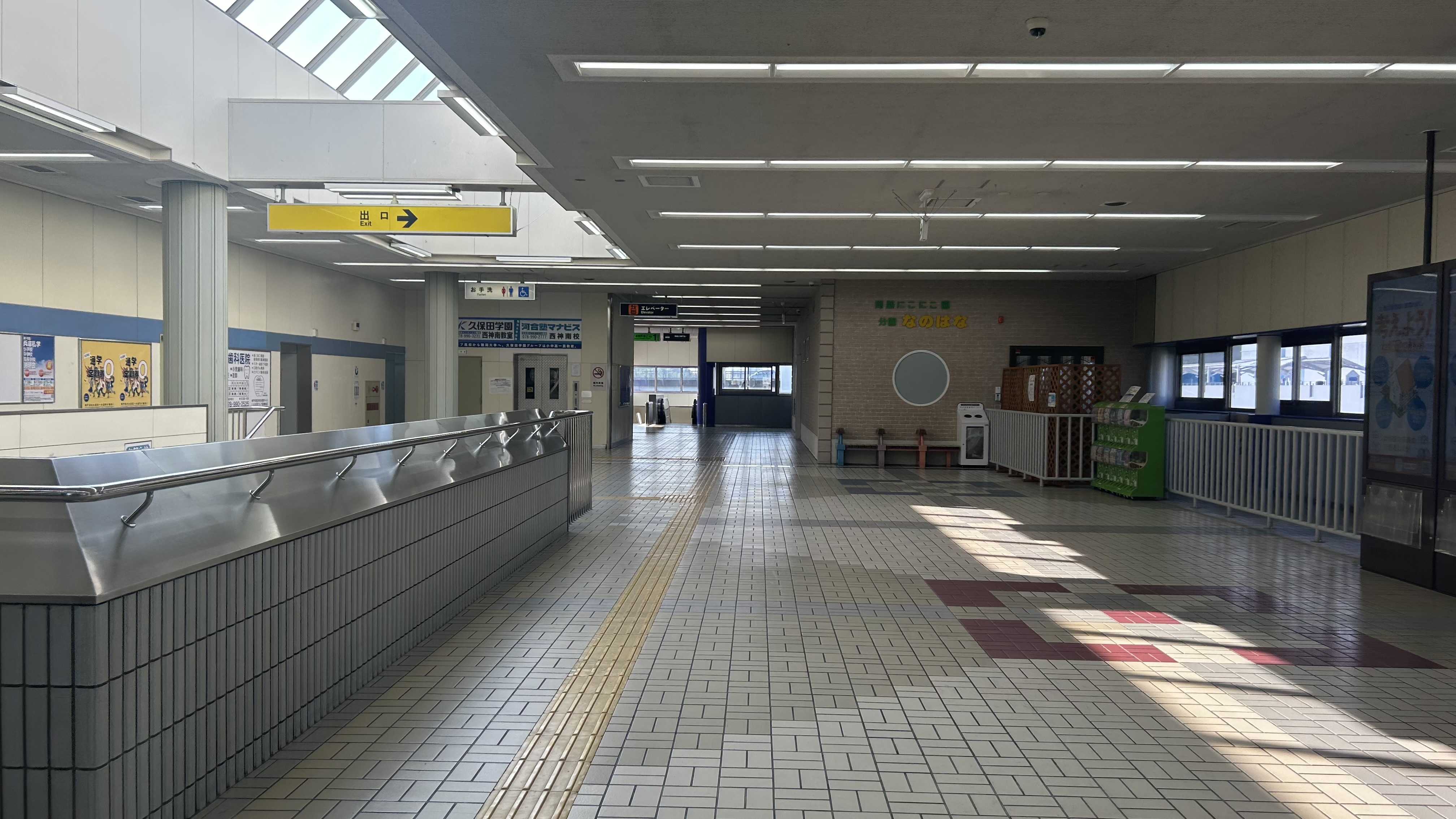
改札内
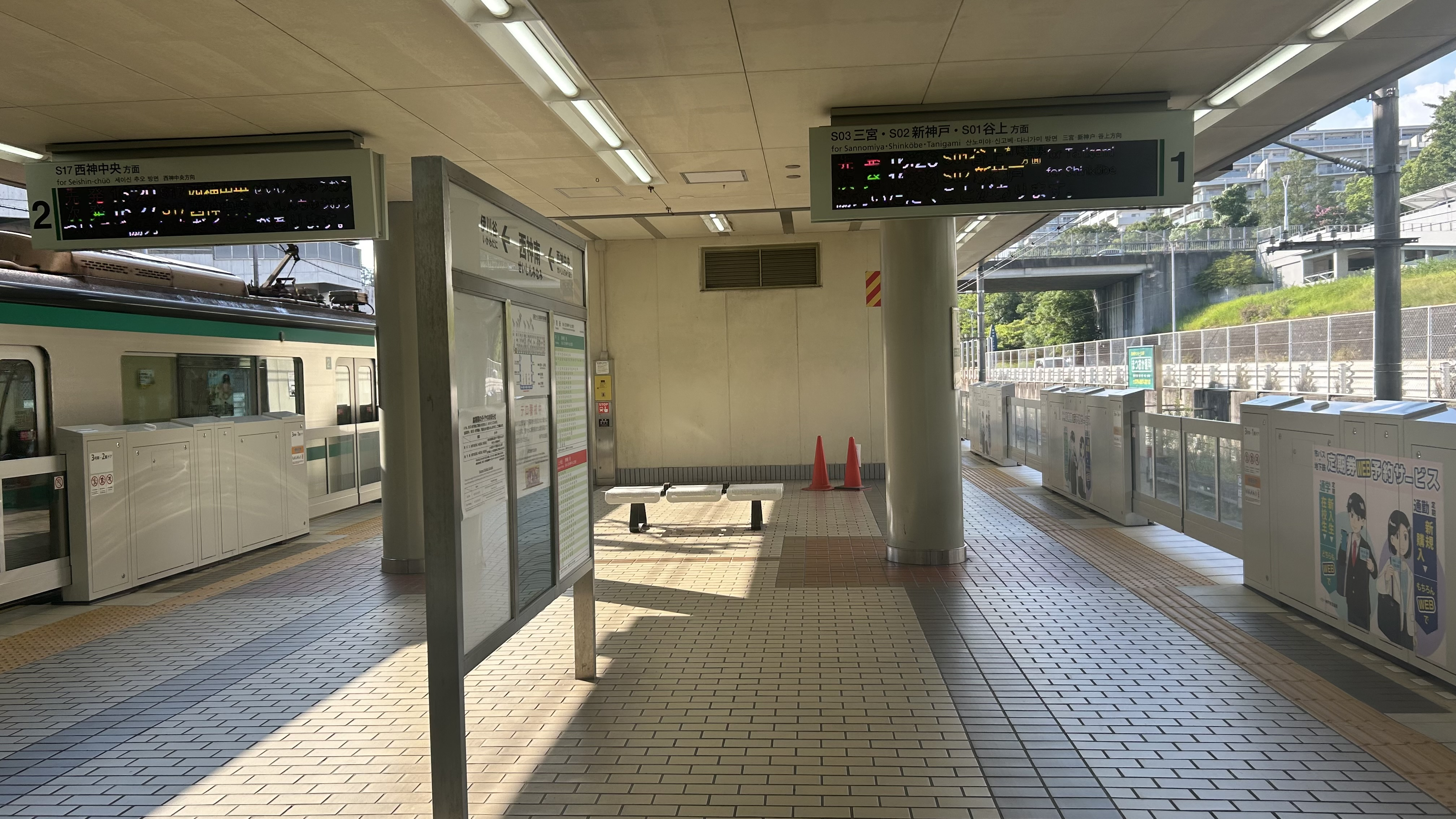
ホーム

## ダイヤ
- いずれも2025年3月15日のダイヤ改正に基づく[5]。

- 上り：3~14本(平日) ： 4~10本(休日)
- 下り：4~17本(平日) ： 3~12本(休日)

## 利用状況
2022年度の1日平均乗車人員は12,323人である。開業以降、近年に至るまで増加傾向が続いている。
近年の1日平均乗車人員の推移は下記の通り。
| 年度               | 1日平均 乗車人員 |
| ------------------ | ---------------- |
| 1995年（平成07年） | 4,130            |
| 1996年（平成08年） | 4,493            |
| 1997年（平成09年） | 5,411            |
| 1998年（平成10年） | 6,243            |
| 1999年（平成11年） | 6,725            |
| 2000年（平成12年） | 7,164            |
| 2001年（平成13年） | 9,642            |
| 2002年（平成14年） | 9,881            |
| 2003年（平成15年） | 9,965            |
| 2004年（平成16年） | 10,022           |
| 2005年（平成17年） | 10,357           |
| 2006年（平成18年） | 10,909           |
| 2007年（平成19年） | 11,511           |
| 2008年（平成20年） | 12,014           |
| 2009年（平成21年） | 11,967           |
| 2010年（平成22年） | 12,245           |
| 2011年（平成23年） | 12,522           |
| 2012年（平成24年） | 12,856           |
| 2013年（平成25年） | 12,982           |
| 2014年（平成26年） | 13,050           |
| 2015年（平成27年） | 13,302           |
| 2016年（平成28年） | 13,313           |
| 2017年（平成29年） | 13,496           |
| 2018年（平成30年） | 13,716           |
| 2019年（令和元年） | 13,712           |
| 2020年（令和02年） | 11,053           |
| 2021年（令和03年） | 11,620           |
| 2022年（令和04年） | 12,323           |

## 駅周辺

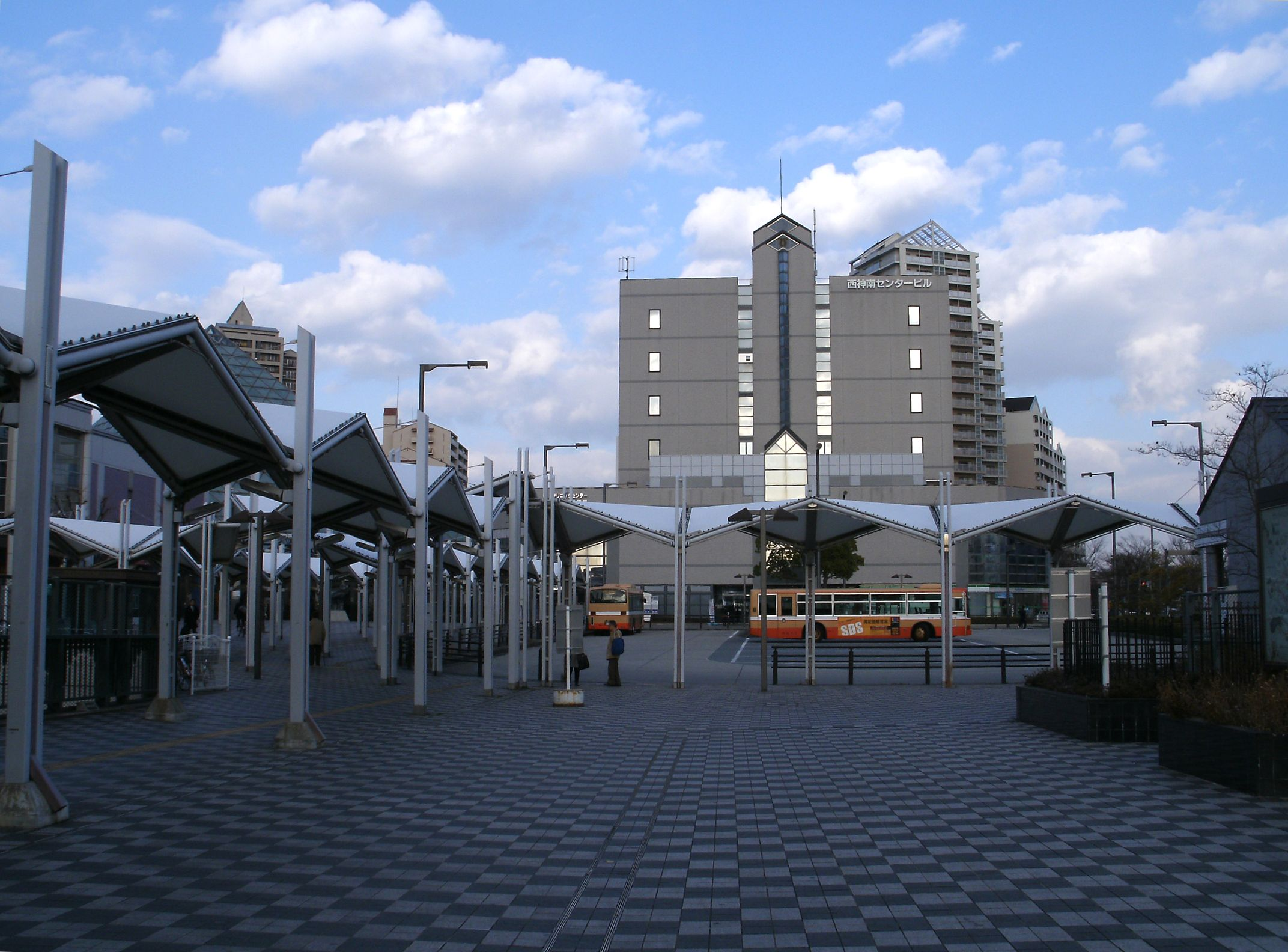
駅前広場と西神南センタービル

駅を中心に西神南ニュータウンが広がる。その東には工業団地「神戸ハイテクパーク」がある。駅前からこれらの地区を結ぶバスが発着している。
- セリオ - コープこうべを核とする商業施設[2]。
- 西神南センタービル[2]
  - 西神南センタービル内郵便局
  - 三井住友銀行西神南出張所(ATM)
  - みなと銀行西神南出張所(ATM)
- 国土交通省大阪航空局神戸航空衛星センター - MTSATの運用管制を行う地上局施設。
- ビオフェルミン製薬西神事業所・神戸工場・R&Dセンター
- いぶきの森球技場 - ヴィッセル神戸の練習場。2003年まで使用されていた旧施設（井吹台東町、ビオフェルミン製薬の工場が建っている場所）と、2005年から使用している現在の施設（櫨谷町寺谷）があるが、最寄駅はいずれも西神南駅となっている。
- カインズ - ホームセンター。
- 播州信用金庫
- 魚べい
- コメダ珈琲店
- 井吹台交番
- 神戸市立井吹台中学校 - 関西一の生徒数を抱えるマンモス中学校

### バス路線
- 神戸市営バス
  - 46系統 : ハイテクパーク先行(始発～15時頃)
  - 46系統 : 井吹台北町先行　(15時ごろ～終発)
  - 46系統 : 井吹台東町　団地口～井吹台北町循環(土日祝日日中のみ。ハイテクパークは経由しない)
  - 47系統 : 井吹台西町方面
- 神姫バス
  - 15系統 : 高津橋経由 明石駅方面
  - 86系統 : 上ノ丸・天王町・北別府5丁目経由 明石駅方面

## 隣の駅
神戸市営地下鉄
 西神・山手線
伊川谷駅 (S15) - 西神南駅 (S16) - 西神中央駅 (S17)
※括弧内は駅番号を示す。